# Фолькспаркштадион
«Фолькспаркштадион» (нем. Volksparkstadion) — стадион в районе Баренфельд (нем. Bahrenfeld) на западе Гамбурга, домашняя арена футбольного клуба  «Гамбург». Вместимость — 57 000 зрителей (51 500 на международных матчах). Был построен на месте старого стадиона по проекту архитектора Густава Эльснера и открыт 30 апреля 1998 года. С 30 июня 2001 года до июля 2007 года стадион официально носил коммерческое название AOL Arena, до августа 2010 года — HSH Nordbank Arena, и до июня 2015 года — Imtech Arena. В период использования спонсорских названий за стадионом закреплялось некоммерческое наименование «Гамбург Арена» на время еврокубковых матчей (что связано с правовыми ограничениями правил спонсорства УЕФА).
В 1974 году старый стадион принимал матчи чемпионата мира по футболу.
В начале 2004 года УЕФА принял этот стадион в эксклюзивный клуб «пятизвёздочных стадионов».
В 2006 году стадион принимал матчи  чемпионата мира по футболу.
12 мая 2010 года арена приняла первый в истории финал Лиги Европы, в котором «Атлетико Мадрид» переиграл лондонский «Фулхэм» 2:1.
2 июля 2011 года арена приняла бой за титулы чемпиона мира по версиям IBF, WBO и WBA между украинским боксёром-профессионалом Владимиром Кличко и британским боксёром-профессионалом Дэвидом Хэйем.
Стадион являлся одним из принимающих матчи чемпионата Европы по футболу 2024, который прошел в Германии.

## Чемпионат мира по футболу 2006
Во время чемпионата мира по футболу 2006 года, на стадионе было проведено пять матчей.
| Дата         | Время (CET) | Сборная 1         | Итоговый счёт | Сборная 2   | Раунд         | Зрители |
| ------------ | ----------- | ----------------- | ------------- | ----------- | ------------- | ------- |
| 10 июня 2006 | 21:00       | Аргентина         | 2:1           | Кот-д’Ивуар | Группа C      | 49,480  |
| 15 июня 2006 | 15:00       | Эквадор           | 3:0           | Коста-Рика  | Группа A      | 50,000  |
| 19 июня 2006 | 18:00       | Саудовская Аравия | 0:4           | Украина     | Группа H      | 50,000  |
| 22 июня 2006 | 16:00       | Чехия             | 0:2           | Италия      | Группа Е      | 50,000  |
| 30 июня 2006 | 21:00       | Италия            | 3:0           | Украина     | Четвертьфинал | 50,000  |

## Чемпионат Европы по футболу 2024
На стадионе было проведено пять матчей чемпионата Европы по футболу 2024 года.

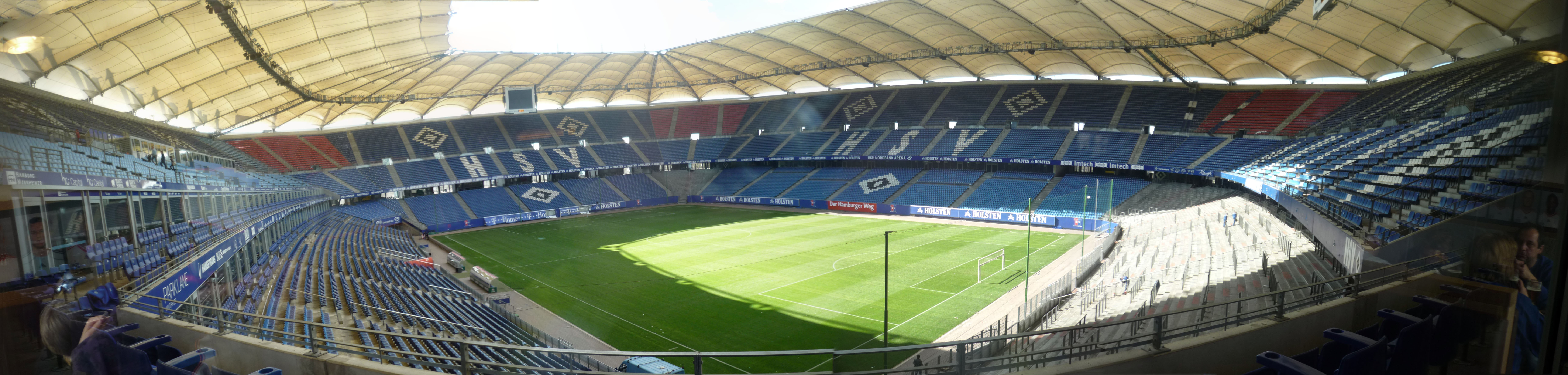
Панорама «Фолькспаркштадиона»

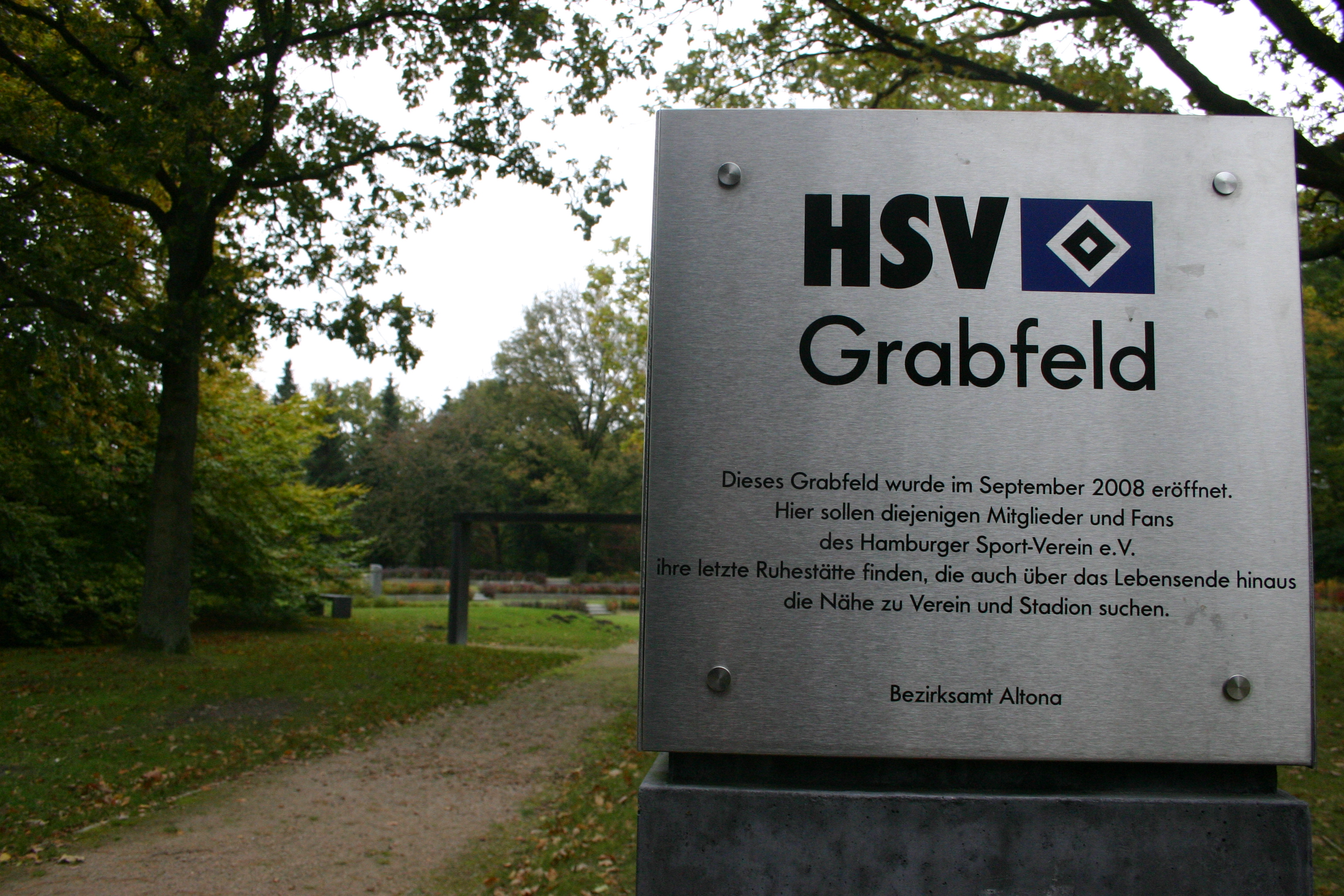
Вход на кладбище.

| Дата         | Время (CET) | Сборная 1  | Итоговый счёт  | Сборная 2  | Раунд          | Зрители |
| ------------ | ----------- | ---------- | -------------- | ---------- | -------------- | ------- |
| 16 июня 2024 | 15:00       | Польша     | 1:2            | Нидерланды | Группа D       | 48117   |
| 19 июня 2024 | 15:00       | Хорватия   | 2:2            | Албания    | Группа B       | 46784   |
| 22 июня 2024 | 15:00       | Грузия     | 1:1            | Чехия      | Группа F       | 46524   |
| 26 июня 2024 | 21:00       | Чехия      | 1:2            | Турция     | Группа F       | 46683   |
| 5 июля 2024  | 21:00       | Португалия | 0:0 (3:5 пен.) | Франция    | Четвертьфиналы | 47789   |

## Кладбище для болельщиков
В сентябре 2007 года генеральный директор ФК «Гамбург» Кристиан Райхерт объявил о начале строительства кладбища для болельщиков клуба, которое будет располагаться неподалёку от стадиона. Оно будет рассчитано на 500 мест, а вход на его территорию будет оформлен в виде футбольных ворот. Открытие кладбища состоялось 9 сентября 2009 года. Так, фанаты «Гамбурга» смогут и после смерти быть рядом с любимым клубом.

## Концерты
- 1 июля 1988 года — концерт Майкла Джексона, в рамках мирового турне Bad World Tour (50 тыс. зрителей).
- 1 июля 2009 года — концерт британской электроник-рок-группы Depeche Mode во время мирового турне Tour of the Universe (45 тыс. зрителей) и 17 июня 2013 года второй концерт во время тура «Delta Machine Tour» в поддержку альбома Delta Machine (44 тыс.128 зрителей).
- Тина Тёрнер на стадионе выступала дважды: 22 июня 1996 года в рамках «Wildest Dreams Tour» и 19 июля 2000 года во время тура «Twenty Four Seven Tour».
- 25 июня 2011 года  — концерт немецкой группы Scooter "The Stadium Techno Inferno"
- 26 мая 2016 года  — концерт австралийской рок-группы AC/DC в поддержку своего альбома «Rock Or Bust».
- 15 июня 2022 года —концерт немецкой метал-группы Rammstein, проведенный в рамках тура Europa Stadion Tour 2022.